# Flit
FliT (ukr. Фліт) – zespół muzyczny z Iwano-Frankiwska, założony w 2001 roku, grający muzykę, którą sami członkowie zespołu określają jako inteligentny punk rock.
W grudniu 2003 r. Flit wydał debiutancki album „Світ такий...” Swit takyj.
W kwietniu 2006 r. został wydany nowy album – „Заникай” Zanykaj.
Najbardziej znaną piosenką zespołu jest „Їжачок” Jiżaczok

## Muzycy
Obecny skład zespołu
- Wołodymyr Nowikow – gitara, wokal (2001–2011, od 2018)
- Ihor Ozarko – perkusja (2003–2010, od 2018)
- Andrij Dragushchak – gitara, chórki (od 2019)
- Witalij Bielakow (Biela) – chórki (2001–2004, od 2018)

Byli członkowie zespołu
- Andrij Markiw (Marker)  – gitara (2001-2018), wokal (2011-2018)
- Charles Baker (Nova Chuck)  – gitara basowa, chórki (2018–2019)
- Vladislav Martsinkovsky  – gitara basowa, chórki (2018)
- Roman Boyko  – gitara basowa, chórki (2017–2018)
- Alexander Ivanchuk  – gitara, chórki (2015-2018)
- Anatolij Blednych  – gitara basowa, chórki (2011-2018)
- Wołodymyr Korczak  – perkusja (2011-2018)
- Stanisław Bodnaruk  – gitara, chórki (2013–2015)
- Julij Honski  – gitara, chórki (2011–2013)
- Mychajło Kopijewski  – gitara basowa, chórki (2001–2011)
- Jurij Popow   – wokal, gitara (2011)
- Jurij Czorny  – perkusja (2001–2003)

Byli muzycy sesyjni
- Steve Larsen
- Kevin McCallum

## Dyskografia

### Studyjne albumy
- 2004 – Swit takyj… (ukr. Світ такий…)
- 2006 – Zanykaj (ukr. Zаникай)
- 2009 – Odnoznaczno! (ukr. Однозначно!)
- 2013 – Wychid je! (ukr. Вихід є!)
- 2018 – Walking in Circles (Re-release)

### Koncertowe albumy
- 2007 VIDEO DVD Koncert w Iwano-Frankowsku Live (ukr. Концерт в Івано-Франківську)
- 2010 VIDEO DVD Koncert akustyczny Live (ukr. Акустичний концерт)

### Minialbumy (EP)
- 2019 Raptom (ukr. Раптом)
- 2019 Just Go

### Single
- 2008 – Łaju sebe (ukr. Лаю себе)
- 2010 – Szukaj i znajdy (ukr. Шукай і знайди)
- 2016 – Wse nawpaky (ukr. Все навпаки)
- 2018 – New York Symphony
- 2019 – Smugi (ukr. Смуги)
- 2020 – Club 27
- 2020 – ZaBoBoNy (ukr. ЗаБоБоНи)